# Reading, Kansas
Reading là một thành phố thuộc quận Lyon, tiểu bang Kansas, Hoa Kỳ. Năm 2010, dân số của xã này là 231 người.

## Dân số
Dân số các năm:
- Năm 2000: 247 người
- Năm 2010: 231 người